# Sarkadi cukorgyár
A sarkadi cukorgyár 1912 és 1998 között fennállt üzem volt Sarkad déli részén. A gyár helyén ma a Sarkadi Ipari Park működik.

## A gyár története
Bár a cukorrépa Magyarországon már a 18. század végén megjelent Tessedik Sámuel jóvoltából, a magyar cukorgyárak többsége a dualizmus korában létesült. Sarkadon már 1836-ban létesült egy kisebb cukorgyár, amely évente mintegy 500–1000 tonna répát dolgozott fel, de ez csak 1840-ig maradt fenn.
A következő cukorgyárat létrehozó Alföldi Cukorgyár Rt. 1910. február 24-én alakult. A cég tulajdonosai között a legnagyobb részt a Hatvany-Deutsch család, az 1889-ben beindult hatvani cukorgyár tulajdonosa képviselte, de a Magyar Általános Hitelbank is komoly érdekeltséggel bírt. A részvénytársaság 1910. május 20-i közgyűlésén jelentették be, hogy a cég Sarkadon épít cukorgyárat. (Korábban szóba jött még Gyula, Békés, Kötegyán, Békéscsaba és Vésztő is. A község a gyár építéséhez szükséges 53 holdból 50 holdat ingyen bocsátott a részvénytársaság rendelkezésére.
Mivel az 1912-ben alakuló szolnoki cukorgyár veszélyeztette volna a sarkadi gyár cukorrépa-ellátását, Hatvanyék ajánlatot tettek a szolnoki gyár alapítását szervező Kereskedelmi Banknak: megemelik a sarkadi gyár kapacitását napi 1000 tonna répáról 2200-ra, illetve a Sarkadi Cukorgyár Rt. alaptőkéjét 3 millió koronáról 8 millió koronára, és az alaptőke 40%-a a Kereskedelmi Bankot illeti meg, amennyiben felhagy az új gyárra vonatkozó terveivel. Így a sarkadi gyárnak a szolnoki gyár répaszerződéseivel együtt évente mintegy 150000 tonna répa jutott volna. A Kereskedelmi Bank vezetői azonban nem fogadták el a Hatvanyék ajánlatát.
1912. szeptember 14-én jelentette be Pick Samu, a gyár első igazgatója, hogy az üzem elkészült. A termelés 1912. október 24-én indult be. Az első – 1912-13-as – idényben 125 ezer tonna cukorrépát dolgoztak föl.
Az első világháború után a sarkadi cukorgyár (a mezőhegyesivel együtt) kedvezőtlen helyzetbe került, mivel korábbi cukorrépa-területei Romániához kerültek. Ezért a szolnoki cukorgyár átengedte a Békés vármegyei területeit ennek a két gyárnak. A Tanácsköztársaság egyik intézkedése volt a gyárak államosítása, közben Sarkad már 1919. április 16-án intervenciós megszállás alá került.
A gyárat 1948-ban államosították. Az üzem a Pénzügyminisztérium felügyelete alatt álló Cukoripari Igazgatóság irányítása alá került. 1964-ben a gyárat a többi magyar cukorgyárral együtt a Magyar Cukoripari Vállalathoz tömörítették. 1971-től a cukorgyár a Cukoripari Vállalatok Trösztjén belül önálló vállalat lett. 1980-ban a tröszt megszűnt, és ezzel a vállalat önállósága tovább nőtt. Eközben az üzemet modernizálták; ennek hatására nőtt a termelés: 1986-87-ben 307 ezer tonna cukorrépát dolgozott fel a gyár, és ebből 40 ezer tonna cukrot állított elő.
Az évente csak pár hónapig működő gyártóberendezések folyamatos hasznosítása érdekében a cukorgyár mákgubóból nyers morfint lúgozott ki, az államosítás után ezt a tevékenységet a tiszavasvári alkaloidagyár vette át.
A rendszerváltás után a cukorgyárakat privatizálták, és a sarkadi cukorgyárat a Magyar Cukorgyártó és Forgalmazó Rt. nevű cégbe tömörítették, amelyben aztán az Első Hazai Cukorgyártó és Forgalmazó Konzorcium szerzett többségi tulajdont. 1996-ban a cégben az osztrák Agrana szerzett többségi tulajdont. Ez a cég 1997-ben eladta a sarkadi cukorgyárat az Eastern Sugar tulajdonában lévő Kabai Cukorgyár Rt.-nek, amely aztán 1998. március 27-én bezárta a gyárat. Ezzel 239 dolgozó maradt munka nélkül.